# Erster Gegner
Erster Gegner ist aus deutscher Sicht in der Geschichte des Fußballs eine Bezeichnung für eine besondere sporthistorische Beziehung zwischen dem deutschen und dem schweizerischen Fußball.

## Ursprünge
Nach Gründung des Deutschen Fußball-Bundes fand am 5. April 1908 das erste offizielle Länderspiel Deutschlands in Basel statt. Gegner war die Schweiz, die das Spiel 5:3 gewann. Die Schweiz hatte bereits 1905 ihr erstes eigenes Länderspiel (gegen Frankreich) durchgeführt. Am 4. April 1909 fand das zweite Länderspiel zwischen Deutschland und der Schweiz statt, mit dem die deutsche Mannschaft auch ihren ersten Sieg errang (1:0).

## Nach dem Ersten Weltkrieg
1917, während des Ersten Weltkriegs, bot die neutrale Schweiz Deutschland ein Freundschaftsspiel an, das dieses allerdings ablehnte. Das Spiel fand dann im Juni 1920 in Zürich statt. Zu diesem Zeitpunkt war Deutschland, das den Krieg verloren und nach Auffassung der Siegermächte auch allein verschuldet hatte, auf der internationalen Bühne ein isolierter Staat, der von anderen Staaten zumeist gemieden wurde. Das Freundschaftsspiel gegen die Schweiz – das diese trotz vehementer Kritik vor allem aus England und Belgien durchführte – ermöglichte Deutschland eine Rückkehr auf die Bühne des internationalen Sports, Jahre bevor dies auch auf diplomatischer Ebene (etwa durch den Beitritt zum Völkerbund) erzielt werden konnte.

## Nach dem Zweiten Weltkrieg
Auch nach dem Zweiten Weltkrieg war Deutschland sportpolitisch weltweit geächtet. Wieder war es die Schweiz, die sich anbot, diese Isolation aufzubrechen; das erste Nachkriegsländerspiel fand am 22. November 1950 in Stuttgart statt, nachdem die Schweiz eine Aufhebung des gegen Deutschland verhängten Spielverbots erwirkt hatte. Ferner war es die Schweiz, die sich am stärksten für die Wiederaufnahme des DFB in den Weltfußballverband FIFA einsetzte. Nach der Wiedervereinigung 1990 war die Schweiz der dritte Länderspielgegner, aber der erste Gegner, bei dem ehemalige DDR-Spieler (Matthias Sammer und Andreas Thom) mitspielten.

## Frauen-Nationalmannschaft
Nach Gründung der deutschen Fußballnationalmannschaft der Frauen führte, der Tradition folgend, auch diese ihr erstes Länderspiel gegen die Schweiz durch. Die Begegnung am 10. November 1982 gewann Deutschland 5:1.

## Situation heute
Bis heute ist die Schweiz dasjenige Land, gegen das die Herren-Nationalmannschaft des DFB die höchste Zahl an Länderspielen durchgeführt hat: Bislang fanden 54 offizielle Begegnungen zwischen den beiden Teams statt (die bislang letzte am 23. Juni 2024), von denen Deutschland 36 gewann, die Schweiz deren neun, während neun Spiele unentschieden endeten. Bei Spielen zwischen den beiden Nachbarn wird bis heute vor allem in den deutschen Medien regelmäßig an die Tradition des „ersten Gegners“ erinnert.